# Polarkreis 18
Polarkreis 18 was een Duitse popgroep, die ontstaan is uit de band Jack of all Trades.
De band uit Dresden bestond uit vijf permanente leden, bij optredens aangevuld door een zesde groepslid. De muziek van de groep kan worden omschreven als een combinatie van synthipop en post-rock, en roept associaties op met de jaren '80. De groep verwierf eind 2008 bekendheid bij een internationaal publiek, nadat hun single Allein Allein in november van dat jaar vijf weken op nummer 1 stond in de Duitse singles-hitlijst.

## Discografie

### Albums
| Album met eventuele hitnotering(en) in de Nederlandse Album Top 100 | Datum van verschijnen | Datum van binnenkomst | Hoogste positie | Aantal weken | Opmerkingen            |
| ------------------------------------------------------------------- | --------------------- | --------------------- | --------------- | ------------ | ---------------------- |
| Teaser                                                              | 2002                  | -                     |                 |              | als Jack of all Trades |
| Look                                                                | 2005                  | -                     |                 |              |                        |
| Polarkreis 18                                                       | 2007                  | -                     |                 |              |                        |
| The colour of snow                                                  | 2008                  | -                     |                 |              |                        |

### Singles
| Single met eventuele hitnotering(en) in de Nederlandse Top 40 | Datum van verschijnen | Datum van binnenkomst | Hoogste positie | Aantal weken | Opmerkingen |
| ------------------------------------------------------------- | --------------------- | --------------------- | --------------- | ------------ | ----------- |
| Allein Allein                                                 | 30-09-2008            | 06-12-2008            | tip9            | -            |             |

| Single met hitnotering(en) in de Vlaamse Ultratop 50 | Datum van verschijnen | Datum van binnenkomst | Hoogste positie | Aantal weken | Opmerkingen |
| ---------------------------------------------------- | --------------------- | --------------------- | --------------- | ------------ | ----------- |
| Allein Allein                                        | 2008                  | 24-01-2009            | 5               | 17           |             |